# Pot (spel)
De pot in een spel is een opslagplaats van spelwaarden (punten, geld, enz) dat gewonnen kan worden door een of meerdere spelers op het einde van de spelronde. De spelwaarden in de pot zijn op dat moment niet eigendom van een speler, maar een speler maakt wel kans deze later te winnen.
Een bekende en speciale vorm van een pot is de jackpot.
Spelen die gebruikmaken van een pot zijn poker en monopoly.